# Stamford AFC
Stamford AFC (celým názvem: Stamford Association Football Club) je anglický fotbalový klub, který sídlí ve městě Stamford v nemetropolitním hrabství Lincolnshire. Založen byl v roce 1896. Od sezóny 2018/19 hraje v Northern Premier League Division One East (8. nejvyšší soutěž). Klubové barvy jsou červená a bílá.
Své domácí zápasy odehrává na stadionu Borderville s kapacitou 2 000 diváků.

## Získané trofeje
- FA Vase ( 1× )
  - 1979/80
- Lincolnshire Senior Cup ( 1× )
  - 2000/01

## Úspěchy v domácích pohárech
Zdroj: 
- FA Cup
  - 1. kolo: 2016/17
- FA Trophy
  - 5. kolo: 2004/05
- FA Vase
  - Vítěz: 1979/80

## Umístění v jednotlivých sezonách
Stručný přehled
Zdroj: 
- 1909–1934: Northamptonshire League
- 1934–1950: United Counties League
- 1950–1955: United Counties League (Division One)
- 1961–1972: Midland Football League
- 1972–1998: United Counties League (Premier Division)
- 1998–1999: Southern Football League (Midland Division)
- 1999–2004: Southern Football League (Eastern Division)
- 2004–2005: Southern Football League (Premier Division)
- 2005–2006: Southern Football League (Eastern Division)
- 2006–2007: Southern Football League (Premier Division)
- 2007–2008: Northern Premier League (Premier Division)
- 2008–2013: Northern Premier League (Division One South)
- 2013–2016: Northern Premier League (Premier Division)
- 2016–2018: Northern Premier League (Division One South)
- 2018– : Northern Premier League (Division One East)

Jednotlivé ročníky
Zdroj: 
Legenda: Z - zápasy, V - výhry, R - remízy, P - porážky, VG - vstřelené góly, OG - obdržené góly, +/- - rozdíl skóre, B - body, červené podbarvení - sestup, zelené podbarvení - postup, fialové podbarvení - reorganizace, změna skupiny či soutěže
| Sezóny  | Liga                                         | Úroveň | Z  | V  | R  | P  | VG | OG | +/- | B  | Pozice |
| ------- | -------------------------------------------- | ------ | -- | -- | -- | -- | -- | -- | --- | -- | ------ |
| 2009/10 | Northern Premier League (Division One South) | 8      | 42 | 18 | 10 | 14 | 77 | 54 | +23 | 64 | 10.    |
| 2010/11 | Northern Premier League (Division One South) | 8      | 42 | 10 | 12 | 20 | 62 | 74 | -12 | 42 | 19.    |
| 2011/12 | Northern Premier League (Division One South) | 8      | 42 | 20 | 8  | 14 | 77 | 75 | +2  | 68 | 7.     |
| 2012/13 | Northern Premier League (Division One South) | 8      | 42 | 23 | 7  | 12 | 97 | 58 | +39 | 76 | 4.     |
| 2013/14 | Northern Premier League (Premier Division)   | 7      | 46 | 17 | 7  | 22 | 75 | 85 | -10 | 58 | 18.    |
| 2014/15 | Northern Premier League (Premier Division)   | 7      | 46 | 13 | 11 | 22 | 56 | 75 | -19 | 50 | 20.    |
| 2015/16 | Northern Premier League (Premier Division)   | 7      | 46 | 12 | 9  | 25 | 71 | 97 | -26 | 45 | 21.    |
| 2016/17 | Northern Premier League (Division One South) | 8      | 42 | 13 | 9  | 20 | 62 | 80 | -18 | 48 | 16.    |
| 2017/18 | Northern Premier League (Division One South) | 8      | 42 | 19 | 14 | 9  | 66 | 34 | +32 | 71 | 6.     |
| 2018/19 | Northern Premier League (Division One East)  | 8      | 38 |    |    |    |    |    |     |    |        |